# Domenico Fioravanti
Pour les articles homonymes, voir Fioravanti.
Domenico Fioravanti, né le 31 mai 1977 à Trecate, est un ancien nageur italien, spécialiste de la brasse.

## Biographie
Domenico Fioravanti a commencé les compétitions de natation à l'âge de neuf ans et un an plus tard, stimulé par son frère aîné Massimiliano, également nageur, il s'entraîne quotidiennement.
En 1995, il participe à ses premiers championnats européens.
Aux Jeux olympiques d'été de 2000, à Sydney, il est champion olympique des 100 m et 200 m brasse ; il est ainsi le premier Italien à être champion olympique de natation et le premier nageur à gagner les deux épreuves des 100 et 200 m brasse.
En 2001, il est vice-champion du monde du 100 m brasse et termine 3e de la course du 50 m brasse.
Pendant sa carrière sportive, il a gagné, outre les titres olympiques, mondiaux et européens, 30 titres nationaux.
Souffrant d'une hypertrophie cardiaque, il n'a pas pu défendre ses titres olympiques lors des Jeux olympiques d'été de 2004 à Athènes et il a abandonné sa carrière sportive.
Il a déclaré, à propos du dopage : « mon seul dopage a toujours été des spaghettis à la tomate ».

## Hommage
Le 7 mai 2015, en présence du président du Comité national olympique italien (CONI), Giovanni Malagò, a été inauguré  le Walk of Fame du sport italien dans le parc olympique du Foro Italico de Rome, le long de Viale delle Olimpiadi. 100 tuiles rapportent chronologiquement les noms des athlètes les plus représentatifs de l'histoire du sport italien. Sur chaque tuile figure le nom du sportif, le sport dans lequel il s'est distingué et le symbole du CONI. L'une de ces tuiles lui est dédiée.

## Palmarès

### Jeux olympiques d'été
- Jeux olympiques d'été de 2000 à Sydney  Australie
  -  médaille d'or sur 100 m brasse (Temps : 1 min 0 s 46)
  -  médaille d'or sur 200 m brasse (Temps : 2 min 10 s 87)

### Championnats du monde de natation
- Championnats du monde 1999 (bassin de 25 m) à  Hong Kong
  -  médaille d'argent sur 100 m brasse (temps : 59 s 88)
- Championnats du monde de natation 2001 à Fukuoka  Japon
  -  médaille d'argent sur 100 m brasse (temps : 1 min 0 s 47)
  -  médaille de bronze sur 50 m brasse (temps : 27 s 72)

### Championnats d'Europe de natation

#### En grand bassin
- Championnats d'Europe 1999 à Istanbul  Turquie
  -  médaille d'or sur 100 m brasse (1 min 1 s 34)
- Championnats d'Europe 2000 à Helsinki  Finlande
  -  médaille d'or sur 100 m brasse (1 min 2 s 02)
  -  médaille d'argent sur 200 m brasse (2 min 14 s 87)

#### En petit bassin
- Championnats d'Europe 1996 à Rostock  Allemagne
  -  médaille d'argent du relais 4 × 50 m quatre nages (1 min 38 s 50) (Emanuele Merisi~Domenico Fioravanti~Luca Belfiore~René Gusperti)
- Championnats d'Europe 2000 à Valence  Espagne
  -  médaille d'or sur 50 m brasse (27 s 11)
  -  médaille d'or sur 100 m brasse (58 s 89)
  -  médaille d'argent sur 200 m brasse (2 min 8 s 76)
- Championnats d'Europe 2002 à Riesa  Allemagne
  -  médaille d'argent du relais 4 × 50 m (1 min 26 s 63) (Lorenzo Vismara~Christian Galenda~Michele Scarica~Domenico Fioravanti)